# Diplodia celtidis
Diplodia celtidis är en svampart som beskrevs av Roum. 1880. Diplodia celtidis ingår i släktet Diplodia och familjen Botryosphaeriaceae.   Inga underarter finns listade i Catalogue of Life.